# Cleoselene
Cleoselene, pełna nazwa (216) Kleopatra II (Cleoselene) – bliższy oraz mniejszy z dwóch księżyców planetoidy z pasa głównego (216) Kleopatra. Jego średnica wynosi około 6,9 km, co odpowiada w przybliżeniu 1/31 średnicy równikowej Kleopatry.

## Odkrycie i nadanie nazwy
Cleoselene została odkryta 19 września 2008 roku. Jej odkrywcami byli Franck Marchis, Pascal Descamps, Jérôme Berthier oraz J.P. Emery z Obserwatorium Kecka na Mauna Kea na Hawajach. Jest to składnik potrójnego systemu, do którego zalicza się także odkryty tego samego dnia drugi księżyc Alexhelios. O odkryciu poinformowano 24 września 2008, a księżyc ten otrzymał prowizoryczne oznaczenie S/2008 (216) 2.
Układ Kleopatry był czwartym wielokrotnym systemem odkrytym wśród planetoid po układach (87) Sylvii, (45) Eugenii i (3749) Balam.
18 lutego 2011 roku obydwóm księżycom nadano nazwy oficjalne od dwojga dzieci Kleopatry i Marka Antoniusza – Kleopatry Selene II i Aleksandra Heliosa. W mitologii greckiej Selene reprezentuje Księżyc, a Helios Słońce.

## Charakterystyka orbity
Cleoselene okrąża Kleopatrę po orbicie eliptycznej, poruszając się ruchem wstecznym w średniej odległości 454 km od jej środka (ok. 4,2 promieni równikowych Kleopatry). Mimośród orbity nie jest obecnie znany (kwiecień 2012), nachylenie zaś wynosi ok. 49º. Cleoselene obiega Kleopatrę w ciągu 1 dnia i 5,8 godziny.

## Właściwości fizyczne
Na podstawie obliczeń (216) Kleopatra zawdzięcza swój niezwykły, podłużny kształt szybkiej rotacji i uderzeniu w nią innej planetoidy. W wyniku zderzenia rotacja znacząco przyśpieszyła i od macierzystej planetoidy oddzielił się Alexhelios. Natomiast oddzielenie się Cleoselene miało nastąpić znacznie później, przypuszczalnie 10 milionów lat temu.